# Thúy Diễm
Thúy Diễm, tên đầy đủ là Nguyễn Ngọc Thúy Diễm (sinh ngày 8 tháng 7 năm 1986), là một người mẫu  và diễn viên  người Việt Nam. Cô được biết đến qua một số vai diễn trong các bộ phim truyền hình.

## Sự nghiệp người mẫu
| Năm  | Vị trí | Bộ sưu tập | Khuôn khổ               | Nguồn |
| ---- | ------ | ---------- | ----------------------- | ----- |
| 2010 | Model  | Dáng ngọc  | Thời trang và Cuộc sống | [ 2 ] |

## Sự nghiệp diễn xuất

### Phim truyền hình
| Năm  | Tựa phim                  | Vai diễn                    | Kênh          | Ghi chú |
| ---- | ------------------------- | --------------------------- | ------------- | ------- |
| 2009 | Sóng tình                 | Linh                        | HTV9          |         |
| 2009 | Mùa thu đi một nửa        | Diễm Phương                 | HTV9          |         |
| 2009 | Trang tỷ phú              | An                          | HTV9          |         |
| 2009 | Tam nam vẫn phú           | Xuân                        | HTV7          |         |
| 2010 | Vịt kêu đồng              | Tư Bông                     | HTV9          |         |
| 2010 | Vật chứng mong manh       | Quỳnh                       | HTV7          |         |
| 2010 | Hai gia đình              | Lan Anh                     | HTV7          |         |
| 2011 | Dương cầm                 | Nguyệt Đường                | VTV9          |         |
| 2011 | Người đẹp online          | Kim Loan                    | TodayTV       |         |
| 2011 | Vàng trong cát            | Hoài Sa                     | HTV9          |         |
| 2011 | Đôi mắt ân tình           | Ngọc Lan                    | THVL1         |         |
| 2011 | Cuộc vượt ngục thần kỳ    | Xuân Thảo                   | HTV9          |         |
| 2012 | Bão                       | Nga                         | SCTV14        |         |
| 2012 | Bến tình yêu              | Xuân Hiếu                   | HTV7          |         |
| 2012 | Chân tình                 | Kim Yến                     | THVL1         |         |
| 2012 | Trái tim hoa hồng         | Bảo Ngọc                    | VTV9          |         |
| 2012 | Chiếc giày lọ lem         | Mỹ Phượng                   | HTV7          |         |
| 2012 | Đất mơ xanh               | Ngọc Dung                   | VTV1          |         |
| 2012 | Cù lao lúa                | Kiều                        | TodayTV       |         |
| 2013 | Hương sầu riêng           | Nhã Chi                     | SCTV14        |         |
| 2013 | Nữ hoàng cà phê           | Ánh Mai                     | HTV7          |         |
| 2013 | Ranh giới tình            | Juliet Lê                   | Let's Viet    |         |
| 2013 | Hoa đồng nội              | Kim Oanh                    | VTV Cần Thơ 1 |         |
| 2013 | Rau muống tháng 9         | Cát Vy                      | KGTV          |         |
| 2014 | Vũ điệu sống              | Diệp                        | SCTV14        |         |
| 2014 | Yêu không dễ              | Thu Lan                     | SCTV14        |         |
| 2014 | Tôi yêu cô đơn            | Bảo Dung                    | Let's Viet    |         |
| 2014 | Phận đàn bà               | Hương                       | Let's Viet    |         |
| 2014 | Phiêu bạt giữa cuộc đời   | Nguyệt                      | THVL1         |         |
| 2015 | Tráo ông thổ địa          | Oanh                        | HTV9          |         |
| 2015 | Vợ là mùa xuân            | Liên                        | THVL1         |         |
| 2015 | Nhịp sinh tử              | Quỳnh Nga                   | SCTV14        |         |
| 2015 | Tổ ấm gió lùa             | Lê                          | SCTV14        |         |
| 2016 | Khi đàn ông là số 0       | Thanh Nhã                   | HTV2          |         |
| 2016 | Khu vườn bí ẩn            | Mai                         | THVL1         |         |
| 2016 | Ải mỹ nhân                | Lụa                         | THVL1         |         |
| 2016 | Góc khuất số phận         | Hương                       | HTV7          |         |
| 2016 | Mùi đời                   | Diễm Lì                     | SCTV14        |         |
| 2016 | Nghiêng nghiêng dòng nước | Lệ Thủy                     | Let's Viet    |         |
| 2016 | Chạm vào danh vọng        | Quỳnh                       | SCTV14        |         |
| 2016 | Đời không như là mơ       | Ngọc Huy                    | SCTV14        |         |
| 2017 | Tết tây tết ta            | Dung                        |               |         |
| 2017 | Hương đồng nội            | Đào                         | THVL1         |         |
| 2017 | Vì em làm dâu mới         | Trang                       | HTV9          |         |
| 2017 | Chung cư cảnh sát         | Ngọc                        | HTV9          |         |
| 2017 | Cuộc chiến nhân tâm       | Nhàn                        | THVL1         |         |
| 2017 | Tình kỹ nữ                | Anh Thư                     | THVL1         |         |
| 2017 | Vợ chồng Đậu thời @       | Phụng                       | SCTV14        |         |
| 2017 | Mùa hè yêu em             | Hương                       |               |         |
| 2018 | Không cần soái ca         | Xuân Thuỷ                   | SCTV14        |         |
| 2018 | Gạo nếp gạo tẻ            | Minh Anh                    | HTV2          |         |
| 2018 | Cặp đôi nội chiến         | Hương                       | HTV9          |         |
| 2018 | Cali mùa hoa vàng         | Hạnh                        | THVL1         |         |
| 2018 | Duyên nợ ba sinh          | Quan Nhị Hà / Nguyễn Nhị Hà | THVL1         |         |
| 2018 | Phận làm dâu              | Phụng                       | THVL1         |         |
| 2018 | Ngậm ngùi                 | Ngân                        | THVL1         |         |
| 2019 | Nhạc phụ lắm chiêu        | Ngọc Nga                    | VTV9          |         |
| 2019 | Gia đình là số 1 (phần 2) | Thám Hoa                    | HTV7          |         |
| 2020 | Cát đỏ                    | Nhớ                         | VTV3          |         |
| 2020 | Mẹ ghẻ                    | Vĩnh Phương                 | THVL1         |         |
| 2020 | Dâu bể đường trần         | Cầm Thư                     | THVL1         |         |
| 2021 | Sui gia khắc khẩu         | Ánh Xuân                    | THVL1         |         |
| 2021 | Chống lại số phận         | Hương                       | SCTV14        |         |
| 2021 | Những phận đời trớ trêu   | Đông                        | VTVCab10      |         |
| 2022 | Vũ điệu đón xuân          | Xuân                        | THVL1         |         |
| 2022 | Sui gia hay xui gia       | Hoàng Thanh                 | HTV7          |         |
| 2022 | Cần một bờ vai            | Hạ Mi                       | VTV8          |         |
| 2024 | Trạm cứu hộ trái tim      | Mỹ Đình                     | VTV3          |         |
| 2024 | Tình yêu bất tử           | Linh                        | THVL1         |         |
| 2025 | 30 chưa vội cưới          |                             | SCTV14        |         |

### Phim điện ảnh
| Năm  | Tựa phim           | Vai diễn  | Nguồn       |
| ---- | ------------------ | --------- | ----------- |
| 2011 | Cảm hứng hoàn hảo  | Nhã Yến   |             |
| 2013 | Tía ơi!            | Lệ Trần   |             |
| 2016 | Tik tak anh yêu em | Khách mời |             |
| 2024 | Cám                | Bà kế     | [ 3 ] [ 4 ] |
| 2024 | Bà già đi bụi      |           |             |

### Kịch
- Cần có ai đó để yêu thương (2015) (Sân khấu kịch Idecaf)
- Mùi của hạnh phúc (vai Bạch Vân) (2022) (Sân khấu kịch Hoàng Thái Thanh)

## Đời tư
Năm 2016, Thúy Diễm kết hôn cùng nam diễn viên Lương Thế Thành và có 1 cậu con trai tên là Bảo Bảo.

## Giải thưởng và đề cử
| Giải thưởng                 | Năm  | Hạng mục                               | Tác phẩm đề cử    | Kết quả   | Chú thích |
| --------------------------- | ---- | -------------------------------------- | ----------------- | --------- | --------- |
| Giải thưởng truyền hình HTV | 2013 | Nghệ sĩ triển vọng                     | Nữ hoàng cà phê   | Đoạt giải | [ 6 ]     |
| Ngôi sao của năm            | 2020 | Nữ ngôi sao phim ảnh                   | Cát đỏ            | Đề cử     | [ 7 ]     |
| Ấn tượng VTV                | 2021 | Diễn viên nữ ấn tượng                  | Cát đỏ            | Đề cử     | [ 8 ]     |
| Ngôi Sao Xanh               | 2021 | Nữ diễn viên truyền hình xuất sắc nhất | Chống lại số phận | Đề cử     |           |